# Volkswagen ID.Buzz
Volkswagen ID.Buzz — акумуляторний електричний мінівен виробництва німецького виробника Volkswagen. Заснований на платформі MEB з електричним акумулятором, це перший серійний електричний мінівен від Volkswagen і частина Volkswagen ID. серії.

## Опис

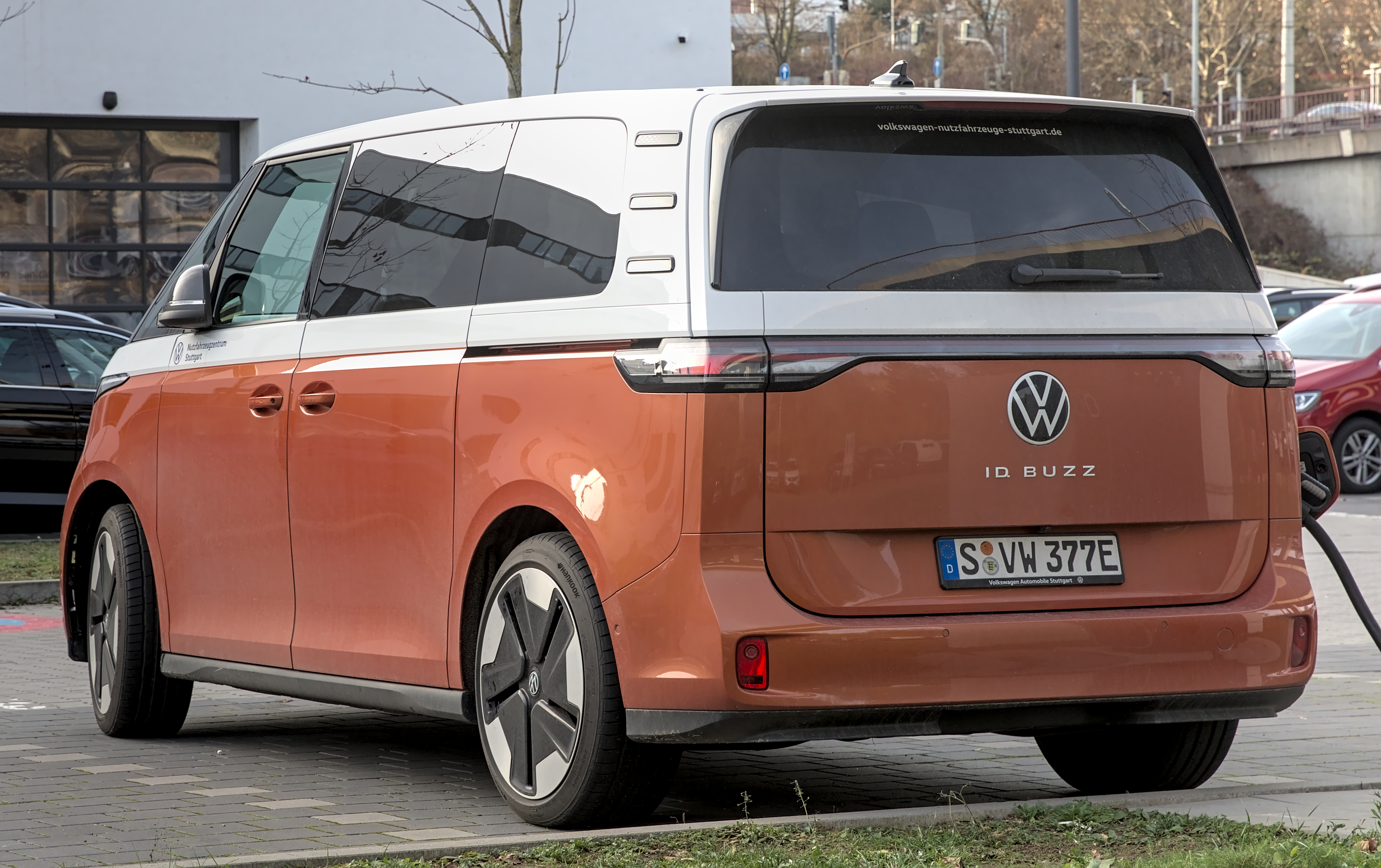
VW ID.Buzz

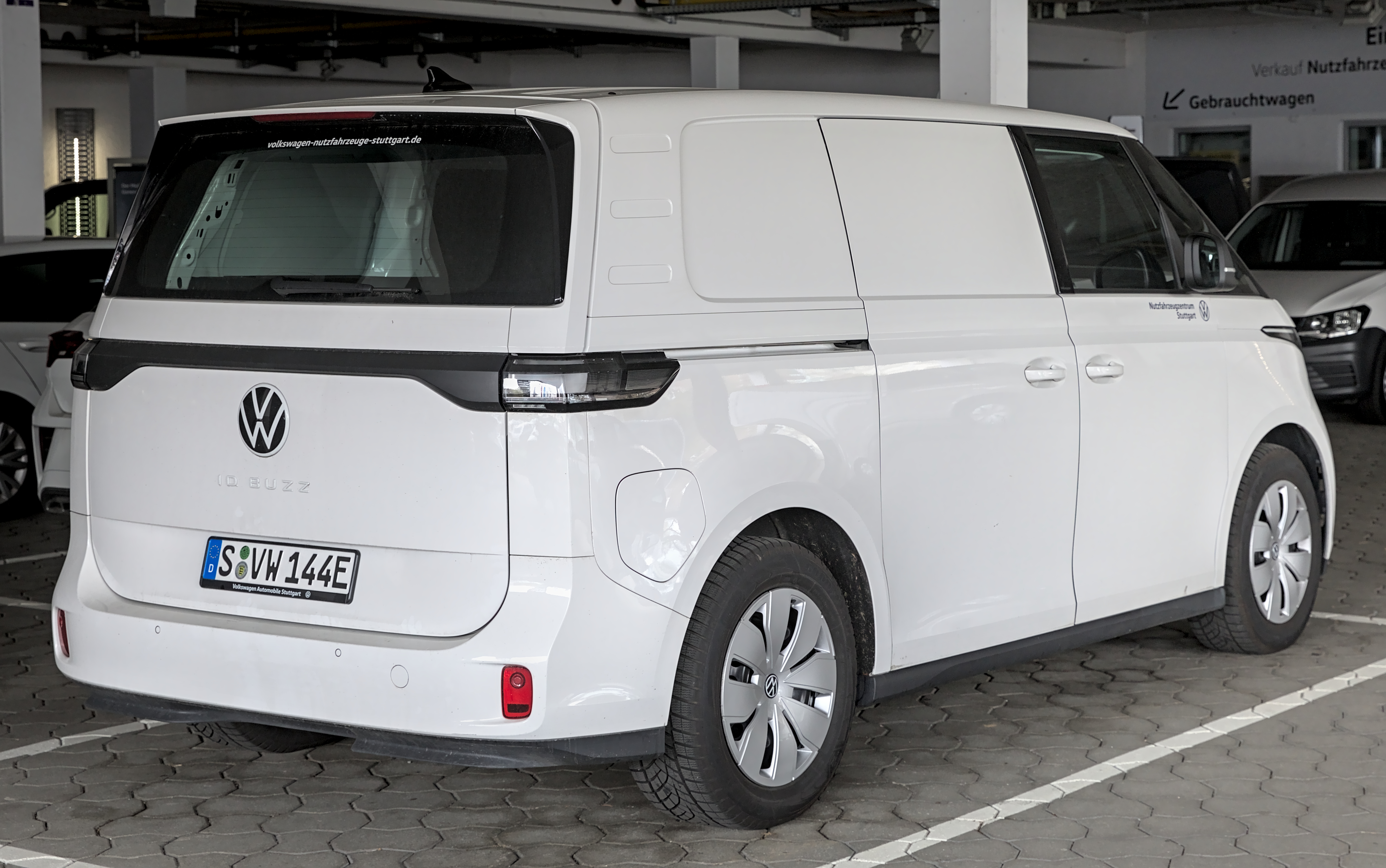
Volkswagen ID.Buzz Cargo

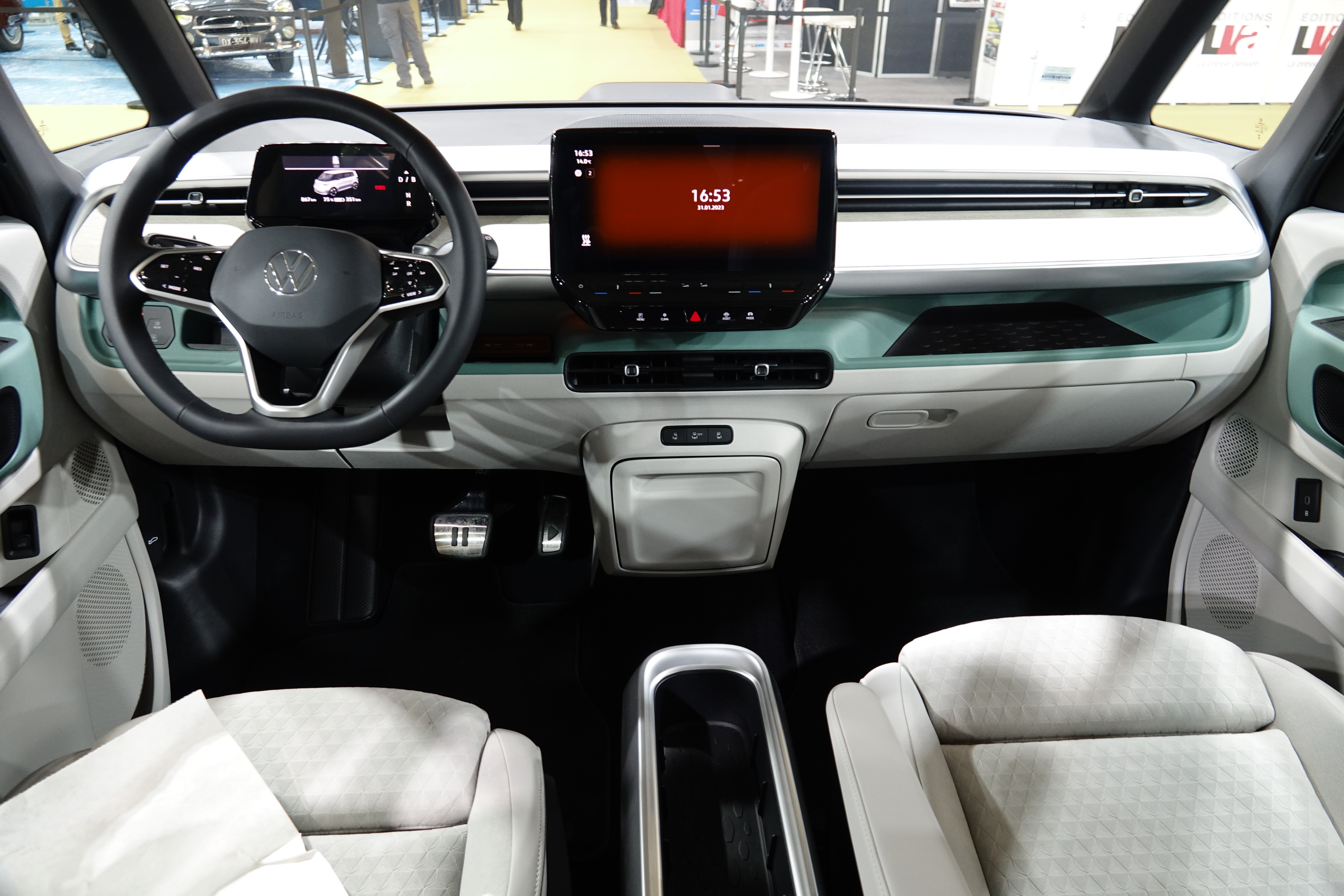
дошка приладів

Вперше автомобіль був показаний як концепт-кар на Північноамериканському міжнародному автосалоні 2017 року. Серійний автомобіль був представлений у березні 2022 року, виробництво почалося в першій половині року, а європейські поставки — у другій половині року з двома моделями: п'ятимісним під назвою ID.Buzz та вантажним фургоном ID.Buzz Cargo. Доступний у США з 2024 року.
ID.Buzz може мати кілька варіантів силових агрегатів: задньопривідний варіант, який видає близько 200 к.с., та топовий повнопривідний, потужність якого наближається до 300 к.с.
VW заявив, що батареї ID.Buzz варіюватимуться від 48 кВт*г до 110 кВт*г, що забезпечить запас ходу від 320 до 547 кілометрів, а також стверджує, що підключившись до швидкого зарядного пристрою постійного струму, ви зможете отримати 80 % заряду всього за півгодини.
У салоні концепту три ряди сидінь, всі з яких можуть повертатися, розкладатися чи зніматися. У поєднанні з автономним водінням ви отримуєте шість або більше осіб у салоні, що повністю настроюється, які можуть сидіти обличчям один до одного і навколо столу, що переміщається по салону по рейках.

## Модифікації
| Модель   | Потужність к. с. | Крутний момент Н·м | Ємність акумулятора, кВт·год | Ємність акумулятора, кВт·год | Пробіг WLTP |
| Модель   | Потужність к. с. | Крутний момент Н·м | брутто                       | нетто                        | Пробіг WLTP |
| -------- | ---------------- | ------------------ | ---------------------------- | ---------------------------- | ----------- |
| RWD      | 204              | 310                | 82                           | 77                           | 410–413 км  |
| LWB; RWD | 286              | 550                | 91                           | 86                           | 460 км      |
| GTX; 4WD | 340              | 550                | 82                           | 77                           | 410–413 км  |